# Didier Decoin

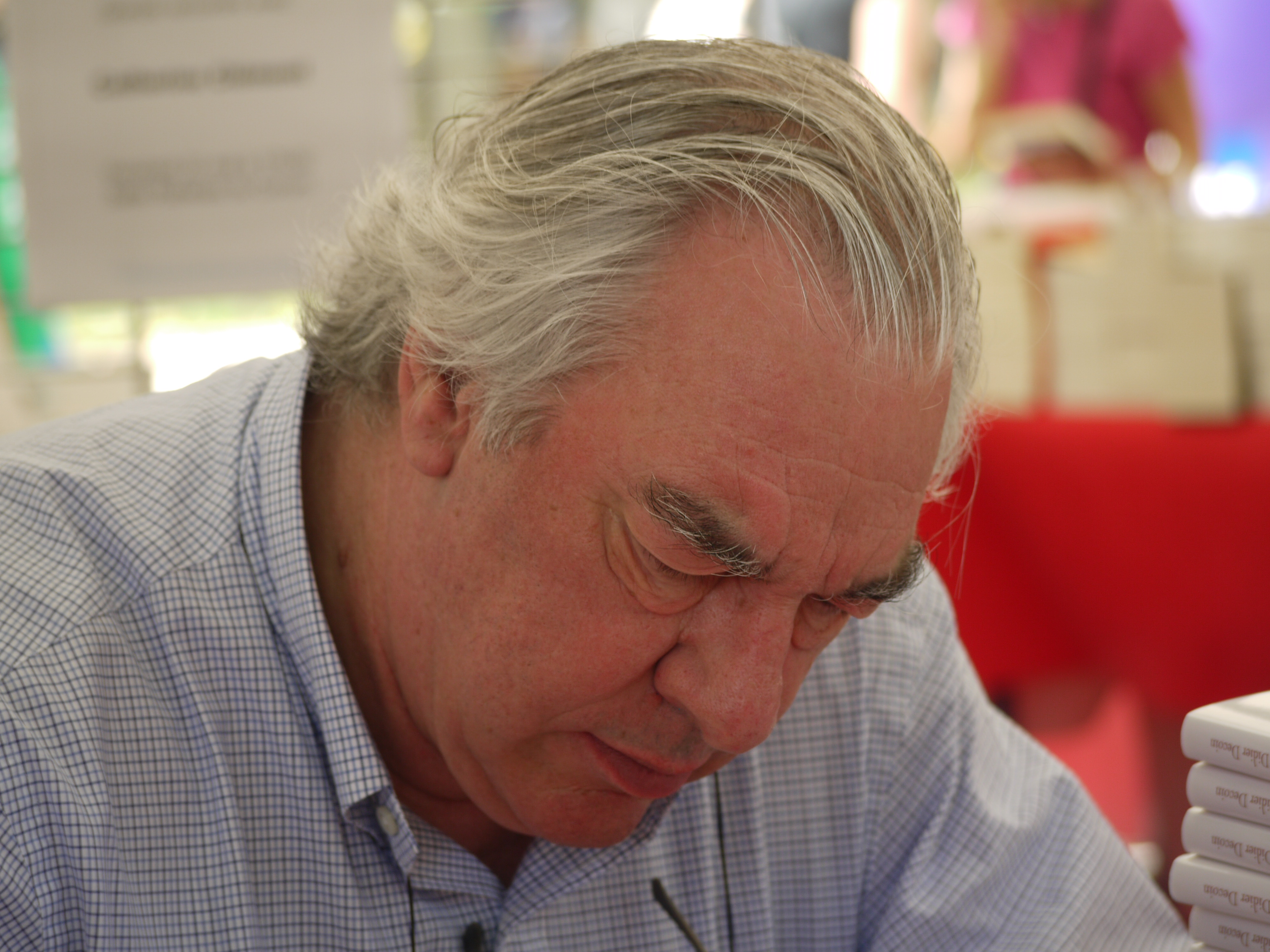
Didier Deoin (2009)

Didier Decoin (* 13. März 1945 in Boulogne-Billancourt) ist ein französischer Schriftsteller.

## Leben
Didier Decoin ist der Sohn des Filmemachers Henri Decoin. Er begann seine Karriere als Journalist bei den Zeitungen France Soir, Le Figaro und VOD, und bei Radio Europe 1. Zur gleichen Zeit begann er zu schreiben. 1977 wurde er für den Roman John l’enfer mit dem Prix Goncourt ausgezeichnet.
Während er weiterhin eigene Werke schrieb, hatte er auch als Drehbuchautor für Film und Fernsehen Erfolg (Anpassungen und Skripte für Fernsehfilme wie die großen Les Miserables, Der Graf von Monte Cristo, Balzac und Napoleon). Im Jahr 1995 wurde er Sekretär der Académie Goncourt. Im Jahr 2007 wurde er Präsident der Écrivain de Marine. 2019 wurde er für The Office of Gardens and Ponds (Original: Le Bureau des jardins et des étangs, 2017) mit dem Bad Sex in Fiction Award ausgezeichnet.
Seit 1995 ist Decoin Mitglied der Académie Goncourt. 2020 wurde er Nachfolger des scheidenden Präsidenten Bernard Pivot.

## Werke

### Romane
- Le Procès à l'Amour (Seuil, 1966) (Bourse Del Duca)
- La Mise au monde (Seuil, 1967)
- Laurence (Seuil, 1969)
- Elisabeth ou Dieu seul le sait (Seuil, 1970) (prix des Quatre Jurys)
- Abraham de Brooklyn (Seuil, 1971) (prix des Libraires)
- Ceux qui vont s'aimer (Seuil, 1973)
- Un policeman (Seuil, 1975)
- John l’enfer (Seuil, 1977) (Prix Goncourt)
  - deutsch: Fenster zur Hölle. Aus dem Französischen von Ulrich Friedrich Müller, Ullstein, 1994, ISBN 978-3550063053
- La Dernière Nuit (Balland, 1978)
- L'Enfant de la mer de Chine (Seuil, 1981)
- Les Trois vies de Babe Ozouf (Seuil, 1983)
- Autopsie d'une étoile (Seuil, 1987)
- Meurtre à l'anglaise (Mercure de France, 1988)
- La Femme de chambre du Titanic (Seuil, 1991)
  - deutsch: Die erfundene Geliebte. Droemer Knaur, 1999, ISBN 978-3426600252
- Lewis et Alice (Laffont, 1992)
- Docile (Seuil, 1994)
  - deutsch: Die schöne Buchhändlerin. Droemer Knaur, 1996, ISBN 978-3426603932
- La Promeneuse d'oiseaux (Seuil, 1996) 
  - deutsch: Die stille Spaziergängerin. Droemer Knaur, 1998, ISBN 978-3426605967
- La Route de l'aéroport (Fayard, 1997)
- Louise (Seuil, 1998)
- Madame Seyerling (Seuil, 2002)
- Avec vue sur la Mer (Nil Editions, 2005), Prix du Cotentin 2005, Prix Livre & Mer Henri-Queffélec 2006
- Henri ou Henry : le roman de mon père (Stock, Mai 2006)
- Est-ce ainsi que les femmes meurent (Grasset, février 2009)
  - deutsch von Bettina Bach: Der Tod der Kitty Genovese. Arche Literatur Verlag, Zürich 2011, ISBN 978-3-7160-2660-1.
- Une anglaise à bicyclette (Stock, 2011)
- La pendue de Londres (Grasset, 2013)
- Le Bureau des jardins et des étangs (Stock, 2017)
  - deutsch: Das Ministerium der Gärten und Teiche. Aus dem Französischen von Michael von Killisch-Horn. Klett-Cotta, 2018, ISBN 978-3-608-96237-6

### Essays
- Il fait Dieu (Julliard 1975, réédité Fayard 1997)
- La Nuit de l'été (d'après le film de J.C. Brialy, Balland 1979)
- La Bible racontée aux enfants (Calmann-Levy) 
  - deutsch: Die Bibel von Kindern illustriert, Weber, S. A., Genf, September 1994, ISBN 978-3295003086
- Il était une joie... Andersen (Ramsay, 1982)
- Béatrice en enfer (Lieu Commun, 1984)
- L'Enfant de Nazareth (avec Marie-Hélène About, Nouvelle Cité, 1989)
- Elisabeth Catez ou l'Obsession de Dieu (Balland, 1991), Prix de littérature religieuse 1992
- Jésus, le Dieu qui riait (Stock, 1999)
- Dictionnaire amoureux de la Bible, ill. de Audrey Malfione (Plon, 2009)
- Je vois des jardins partout (JC Lattès, 2012)

### Mit anderen Autoren
- La Hague, avec Natacha Hochman (photographies) (Isoète, 1991)
- Cherbourg, avec Natacha Hochman (photographies) (Isoète, 1992)
- Presqu'île de lumière, avec Patrick Courault (photographies) (Isoète, 1996)
- Sentinelles de lumière, avec Jean-Marc Coudour (photographies) (Desclée de Brouwer, 1997)

### Filmografie (Drehbücher)
- The Wonderful Visit, Marcel Carné (1973)
- Die Bibel, Marcel Carné (1976)
- I wie Ikarus, Henri Verneuil (1979)
- Die indische, Serge Leroy (1983)
- Müde, Robert Enrico
- Ein guter kleiner Teufel, Jean-Claude Brialy
- Man verschleiert, Maroun Baghdadi (1987)
- Der eiskalte Wolf, Béhat Gilles (1990)
- Hors la vie, Maroun Baghdadi (1991)
- Schwelbrände, Serge Moati (1994)
- Jakob, der Lügner, Peter Kassovitz (1998)
- Der Graf von Monte Christo (TV), Josée Dayan (1999)
- Balzac – Ein Leben voller Leidenschaft (TV), Josée Dayan (1999)
- Der König tanzt (Le Roi danse), Gerard Corbiau (2000)
- Les Misérables – Gefangene des Schicksals (TV), Josée Dayan (2000)

## Auszeichnungen
- 1977: Prix Goncourt für den Roman John l’enfer
- 2019: Bad Sex in Fiction Award für The Office of Gardens and Ponds[2]